# UAT Correcaminos
Der Name UAT Correcaminos – oder auch Correcaminos de la UAT – bezeichnet die 1980 ins Leben gerufene Profifußballabteilung der Universidad Autónoma de Tamaulipas in der Ciudad Victoria im Bundesstaat Tamaulipas in Mexiko. Der spanische Name correcaminos bezeichnet eine nur im nördlichen Teil Amerikas vorkommende Vogelart der Gattung Geococcyx, die den englischen Namen roadrunner trägt. Einer der Erzrivalen des Vereins ist der Tampico-Madero FC, gegen den der Clásico Tamaulipeco bestritten wird.

## Geschichte
Die ursprünglichen Correcaminos wurden Anfang der 1970er Jahre in Tampico gegründet und spielten von 1974 bis 1976 in der zweiten Liga. 1976 verzogen sie in die Nachbarstadt Ciudad Madero, wo sie unter dem Namen Bravos de Ciudad Madero ebenfalls noch in der zweiten Liga antraten. Nachdem sie sich 1978 aus der Liga zurückgezogen hatten, wurden sie 1980 in Ciudad Victoria wiederbelebt und starteten zunächst in der dritten Liga, bevor 1983 die Rückkehr in die zweite Liga gelang.
Ihren ersten großen Erfolg erzielten die Universitätskicker in der Saison 1985/86, als sie Vizemeister in der zweiten Liga wurden. Der Aufstieg blieb jedoch dem Meister Cobras Querétaro vorbehalten.
In der folgenden Spielzeit machten es die Correcaminos dann besser und gewannen die Zweitligameisterschaft – und somit auch den Aufstieg in die Primera División, die höchste Spielklasse im mexikanischen Fußball. Eigentlich wäre das „Abenteuer erste Liga“ bereits nach einem Jahr wieder beendet gewesen, weil die Correcaminos sich am Ende der Saison 1987/88 auf einem Abstiegsplatz wieder fanden. Doch weil sich ein anderer Erstligist, Deportivo Neza, in finanziellen Schwierigkeiten befand, gelang den Correcaminos die Übernahme von deren Lizenz und somit der Verbleib in der höchsten Spielklasse.
Durch diesen Deal konnten die Correcaminos sich immerhin bis zur Spielzeit 1994/95 in der ersten Liga halten. Allerdings gelang es ihnen nur einmal, sich für die Play-offs zu qualifizieren. Das war in der Saison 1989/90, als das Team bereits im Viertelfinale mit einem Gesamtergebnis von 4:4 gegen den Puebla FC scheiterte, weil dieser Verein in der Hauptrunde mehr Punkte (46) erzielt hatte als die Correcaminos (40).
Seit dem Abstieg im Sommer 1995 gehört der Verein zur zweitklassigen Primera División 'A' (seit 2009/10 Liga de Ascenso). Erstligageschichte schrieb der Verein nur in negativer Hinsicht: vor dem Abstieg war man in 54 aufeinander folgenden Auswärtsspielen ohne Sieg geblieben und hatte damit einen neuen – und bis heute unerreichten – Rekord aufgestellt. Immerhin umfasst diese Negativserie einen Zeitraum von knapp drei Jahren!

## Die Trainer der UAT Correcaminos in der Primera División
| Saison  | Trainer |
| ------- | --- |
| 1987/88 | Diego Malta / Juan Manuel Álvarez (37. und 38. Spieltag)                                                           |
| 1988/89 | Carlos Miloc (bis 5. Sp.) / Juan Manuel Álvarez (6. und 7. Sp.) / Héctor Pulido                                    |
| 1989/90 | Héctor Pulido (bis 9. Sp.) / Ignacio Jáuregui                                                                      |
| 1990/91 | Ignacio Jáuregui                                                                                                   |
| 1991/92 | Héctor Hugo Eugui                                                                                                  |
| 1992/93 | Héctor Hugo Eugui (bis 13. Dezember 1992) / Moisés Figueiroa (am 21. Dezember 1992) / Rubén Ayala (ab Januar 1993) |
| 1993/94 | Rubén Ayala (bis 8. Januar 1994) / Jesús Bracamontes                                                               |
| 1994/95 | Jesús Bracamontes (bis 18. März 1995) / Francisco Medrano                                                          |

## Historische Vereinslogos

Erstes Logo 1980–1988
Logo 1988–1997
Logo 1997–2007